# Tommy Banks (Politiker)
Thomas Benjamin Banks (* 17. Dezember 1936 in Calgary, Alberta; † 25. Januar 2018) war ein kanadischer Politiker (Mitglied des Senats von 2000 bis 2011), der zunächst als Jazzpianist tätig war und lange Fernsehshows als Musiker hatte. Auch wirkte er als Dirigent.

## Leben und Wirken
Banks zog 1949 nach Edmonton in 1949, wo er im Folgejahr Mitglied im Quintett von Don D.T. Thompson wurde. In den sechziger Jahren hatte er eine erste Fernsehshow, The Solo Piano of Tommy Banks. Von 1968 bis 1983 war er der Moderator der The Tommy Banks Show, die bei CBC lief. Er spielte mit Clifford Jordan, Sonny Stitt, John Handy, Zoot Sims, Mark Murphy, Anita O’Day, Nat Adderley, Al Cohn, Pepper Adams, Joe Williams, Art Farmer und vielen anderen. Auch spielte er mehrere Alben mit Big Miller sowie mit  The New Orleans Connection, mit Cheryl Fisher und mit P. J. Perry ein. Mit seiner Bigband trat er 1978 auf dem Montreux Jazz Festival auf. 1983 ging er mit seinem Quintett als erster Jazzband seit 1949 in der Volksrepublik China auf Tournee.
Als Dirigent leitete er Sinfonieorchester in Nordamerika und Europa. Er veröffentlichte mehrere Alben auf Century II Records. Zwischen 1989 und 1995 gehörte er dem Canada Council for the Arts an. Weiterhin war er Mitglied der amerikanischen National Academy of Recording Arts and Sciences, der Canadian Academy of Recording Arts and Sciences und der Academy of Canadian Cinema and Television an.
Im Jahr 2000 ernannte ihn Generalgouverneurin Adrienne Clarkson auf Empfehlung von Premierminister Jean Chrétien zum Mitglied des kanadischen Senats. Als Mitglied der Liberal Party of Canada war Banks von 2002 bis 2009 der Obmann des Senate Standing Committee of the Energy, the Environment and Natural Resources. Altersbedingt schied er am 17. Dezember 2011 mit 75 Jahren aus dem Senat aus.

## Preise und Auszeichnungen
Banks erhielt als Musiker zahlreiche Preise wie den Juno Award, den Gemini Award und den Grand Prix du Disques Canada sowie mehrere ARIA Awards. Er war Mitglied des Alberta Order of Excellence und Offizier des Order of Canada. Auch wurde er mit einer Ehrendoktorwürde der University of Alberta geehrt.